# 麦迪逊大道550号
麦迪逊大道550号（英語：550 Madison Avenue），原名索尼大厦（Sony Tower）、索尼广场（Sony Plaza）、AT&T大厦（AT&T Building），是一栋高647英尺（197） 、37层的摩天大楼，位于纽约市曼哈顿麦迪逊大道550号，介于55街、56街之间。它曾是索尼美国公司的总部。

## 延伸阅读
- Dirk Stichweh: New York Skyscrapers. Prestel Publishing Company, Munich 2009, ISBN 3-7913-4054-9